# Берестовое (Бахмутский район)
Берестово́е (укр. Берестове́) — село в Соледарской городской общине Бахмутского района Донецкой области Украины.
Население по переписи 2001 года составляет 1 278 человек. Почтовый индекс — 84541. Телефонный код — 6274.